# Evelyn Ashford
Evelyn Ashford (Shreveport, 15 d'abril de 1957) és una atleta estatunidenca especialista en carreres de velocitat. Va batre dues vegades el rècord mundial dels 100 metres i va ser campiona d'aquesta distància als Jocs Olímpics de Los Angeles de 1984 i subcampiona als de Seül 1988. També va ser tres vegades campiona olímpica de relleus 4x100 metres amb l'equip del seu país.

## Biografia

### Inicis
Amb 19 anys i sent una estudiant de la Universitat de Califòrnia, va participar en els Jocs Olímpics de Mont-real 1976, on va quedar cinquena a la final dels 100 metres.
Durant els anys següents es va consagrar com una de les dones més ràpides del món, i l'única capaç de fer front al domini de les atletes europees de l'Est en les proves de velocitat.
L'any 1979 va baixar per primera vegada la barrera dels 11 segons a Walnut, Califòrnia, amb 10,97. També aquest any va guanyar l'or dels 100 i els 200 metres en els Jocs Panamericans disputats a San Juan (Puerto Rico).
Però la seva victòria més important de l'any arribaria a la Copa del Món de Düsseldorf, on va aconseguir la proesa de batre, en els 100 metres, a la plusmarquista mundial, l'alemanya Marlies Göhr, i en els 200 metres a la també plusmarquista mundial, Marita Koch.
Aquesta va ser la consagració definitiva d'Evelyn Ashford com la gran rival de les alemanyes, que fins a aquest moment semblaven imbatibles. A més a més, Ashford tenia un perfil físic molt diferent al de les seves rivals, ja que només mesurava 1,66 m i pesava 55 kg, la qual cosa contrastava amb el físic molt més corpulent de les alemanyes.
Ashford era, per tant, una de les principals candidates per guanyar l'or als Jocs Olímpics de Moscou de 1980. Però poc abans d'aquesta cita, el govern dels Estats Units va decidir que els seus i les seves esportistes no acudirien. A causa d'aquest boicot polític, Evelyn Ashford va perdre una gran oportunitat.
A la Copa del Món de Roma de 1981, va tornar a guanyar els 100 m (infringint una nova derrota a Marlies Göhr), i els 200 m.
La rivalitat entre Evelyn Ashford i Marlies Göhr cristal·litzaria de forma definitiva l'any 1983. El 8 de juny d'aquest any Göhr va batre a Berlín el seu propi rècord mundial dels 100 metres amb 10,81. No obstant, menys d'un mes més tard, durant una competició celebrada en Colorado Springs, Evelyn Ashford li va arrabassar el rècord amb 10,79.
Pocs dies més tard se celebrava a Hèlsinki la primera edició dels Campionats del Món d'Atletisme, i allà les dues dones més ràpides del món, Ashford i Göhr, havien de dirimir la supremacia de la velocitat femenina, en un dels moments més esperats del campionat. No obstant, a meitat de carrera Evelyn Ashford va patir un lesió en la sofraja i va haver d'abandonar la prova. Per tant, la victòria de Marlies Göhr no va fer sortir de dubtes.

### Los Angeles 1984
L'any 1984 s'esperava el duel definitiu entre ambdues atletes als Jocs Olímpics de Los Angeles. Tot i això, el boicot declarat pels països de l'Est a la cita olímpica, que responia a l'anterior boicot dels Estats Units als Jocs de Moscou, va privar a Marlies Göhr d'acudir. A Los Angeles, Evelyn Ashford va ser una de les grans triomfadores, imposant-se en els 100 metres amb 10,97, nou rècord olímpic, i guanyant una altra medalla d'or en els relleus 4x100 metres amb 41,65, al costat de les seves companyes Alice Brown, Jeanette Bolden, i Chandra Cheeseborough.
Malgrat el seu triomf a Los Angeles, pocs dies després va tenir lloc a Zúric, la que molts afeccionats consideraven la veritable final olímpica, on Evelyn Ashford havia de demostrar davant Marlies Göhr si el seu títol olímpic tenia valor real o solament era fruit d'una casualitat política. Finalment el duel no va defraudar a ningú i Evelyn Ashford no solament va vèncer a Göhr sinó que va establir un nou rècord mundial amb 10,76, sortint definitivament coronada com la dona més ràpida del món.
El 1985 va abandonar temporalment la competició per tenir el seu primer fill.
Va tornar el 1986 per ser de nou la millor del món. Aquell any va ser la líder del rànquing mundial de 100 metres amb 10,88 fets a Rieti, Itàlia, i segona en el rànquing de 200 metres amb 21,97 fets a Zúric.
L'any 1987 una lesió va fer que es perdés gran part de la temporada, inclosos els Campionats del Món de Roma.
El 1988 va tornar a rendir a un gran nivell. A les proves de classificació pels Jocs Olímpics de Seül, disputades a Indianápolis, va fer 10,81, la seva millor marca des de 1984. No obstant, ja no era la millor velocista del món, doncs havia aparegut un nou estel, la seva compatriota Florence Griffith Joyner, que precisament a Indianápolis va establir un sorprenent nou rècord mundial amb 10,49, una marca que encara es manté vigent.
Ja als Jocs de Seül, Ashford va aconseguir la medalla de plata per darrere de Griffith i per davant de l'alemanya Heike Drechsler. A més a més, l'equip dels Estats Units que formaven per aquest ordre Alice Brown, Sheila Echols, Florence Griffith i Evelyn Ashford, va guanyar l'or dels relleus 4x100 m.

### Etapa final
Durant els anys següents va seguir competint, encara que ja per sota del seu nivell anterior, i no tornaria a baixar d'11 segons.
Als Campionats del Món de Tòquio 1991 va acabar cinquena a la final de 100 metres, mentre que l'equip nord-americà de relleus 4x100 metres, malgrat tenir grans possibilitats de guanyar l'or, va ser eliminat en les sèries per un error de lliurament del testimoni. Semblava com si una maledicció impedís a Evelyn Ashford guanyar alguna medalla en els Campionats del Món, ja que, malgrat ser la millor velocista de la década, mai va aconseguir cap medalla en aquesta competició.
El seu comiat de les grans cites va ser als Jocs Olímpics de Barcelona de 1992, on ja amb 35 anys va ser eliminada en les semifinals dels 100 metres. Això sí, va guanyar per tercera vegada (com el 1984 i 1988) l'or dels relleus 4x100 metres, aquesta vegada al costat d'Esther Jones, Carlette Guidry i Gwen Torrence.
Al llarg de la seva carrera Evelyn Ashford va participar en quatre Jocs Olímpics i va guanyar quatre medalles d'or i una de plata. L'any 1997 va ser inclosa al Saló de la Fama de l'atletisme nord-americà.

## Resultats

### Competicions
| Any  | Competició         | Lloc                  | Posició                               | Marca             |
| ---- | ------------------ | --------------------- | ------------------------------------- | ----------------- |
| 1976 | Jocs Olímpics      | Mont-real, Canadà     | 5a en 100 m                           | 11,24             |
| 1977 | Copa del Món       | Düsseldorf, RFA       | 5a en 100 m 4a en 200 m               | 11,48 23,41       |
| 1979 | Jocs Panamericans  | San Juan, Puerto Rico | 1a en 100 m 1a en 200 m               | 11,07 22,24w      |
| 1979 | Copa del Món       | Mont-real, Canadà     | 1a en 100 m 1a en 200 m               | 11,06 21,83       |
| 1981 | Copa del Món       | Roma, Itàlia          | 1a en 100 m 1a en 200 m 2a en 4x100 m | 11,02 22.18 42,82 |
| 1983 | Campionats del Món | Hèlsinki, Finlàndia   | Ab. en 100 m                          | -                 |
| 1984 | Jocs Olímpics      | Los Angeles, EE. UU.  | 1a en 100 m 1a en 4x100 m             | 10,97 41,65       |
| 1988 | Jocs Olímpics      | Seül, Corea del Sud   | 2a en 100 m 1a en 4x100 m             | 10,83 41,98       |
| 1991 | Campionats del Món | Tòquio, Japó          | 5a en 100 m                           | 11,30             |
| 1992 | Jocs Olímpics      | Barcelona, Catalunya  | 1a en 4x100 m                         | 42,11             |

### Marques personals
- 100 metres - 10,76 s (Zúric, 22 agost 1984)
- 200 metres - 21,83 s (Mont-real, 24 agost 1979)
- 400 metres - 51,57 s (Filadèlfia, 30 juny 1979)